# Verein Deutscher Eisen- und Stahlindustrieller
Der Verein Deutscher Eisen- und Stahlindustrieller (VDEStI) war ein 1874 gegründeter und bis 1935 bestehender Zusammenschluss zur Vertretung gemeinsamer wirtschaftlicher und sozialpolitischer Fragen im Bereich der eisen- und stahlproduzierenden und verarbeitenden Industrie in Deutschland. Zumindest in Teilen angegliedert waren schließlich auch Arbeitgeberorganisationen. Die bedeutendste war der Arbeitgeberverband für die Nordwestliche Gruppe des Vereins (kurz Arbeit Nordwest).

## Gründung
Bereits 1852 war mit dem Zollvereinsländischen Eisenhütten- und Bergwerksverein ein schutzzollorientierter Wirtschaftsverband der Schwerindustrie entstanden. Kurz nach der Gründung des Deutschen Kaiserreichs trat mit dem Langnam-Verein ein Zusammenschluss der rheinischen und westfälischen Montanindustrie auf. Daneben entstanden weitere ähnliche Organisationen. Mit der heraufziehenden Gründerkrise verstärkte sich das Bedürfnis nach einem stärkeren Zusammenschluss. Bereits 1873 hatten sich auf Drängen von Louis Baare (vom Bochumer Verein) Firmen in Westdeutschland zusammengeschlossen, die bald darauf in Verbindung mit der Montanindustrie in Oberschlesien traten. Als gesamtdeutscher Interessenverband wurde im Oktober 1874 der Verein deutscher Eisen- und Stahlindustrieller gegründet. Zum Vorsitzenden wurde Karl Richter, Generaldirektor der Vereinigten Königs- und Laurahütte gewählt. Diese Position behielt dieser bis 1893 inne. Starken Einfluss hatten insbesondere auch Louis Baare und August Servaes, beide aus dem rheinisch-westfälischen Industriegebiet. Geschäftsführer wurde Henry Axel Bueck. Dieser war in Personalunion auch Generalsekretär des Langnamvereins und der Nordwestlichen Gruppe des VDEStI.

## Struktur
Der Hauptsitz des Vereins war Berlin und war in mehrere regionale Gruppen gegliedert. Diese hatten eine unterschiedliche Stärke. Das stärkste Gewicht hatte die aus dem Zollvereinsländischen Hüttenverein hervorgegangene nordwestliche Gruppe, auf Initiative von William Thomas Mulvany 1873/1874 formiert mit Sitz in Düsseldorf. Sie war zuständig für das rheinisch-westfälische Industriegebiet und trug einen beträchtlichen Teil des Vereinsbeitrags bei. Die östliche Gruppe gegründet ebenfalls 1874 hatte ihren Sitz in Kattowitz und war für Oberschlesien zuständig. Die norddeutsche Gruppe (1875) saß in Hannover, die mitteldeutsche Gruppe (1875) hatte ihren Sitz in Chemnitz und vertrat vor allem die Unternehmen aus Sachsen. Die süddeutsche Gruppe von 1875 saß in Frankfurt am Main. Eine südwestliche Gruppe wurde 1878 für das Saarland und Elsaß-Lothringen gegründet. Ihr Sitz war in Saarbrücken. Hinzu kam die Gruppe der norddeutschen Waggonfabriken mit Sitz in Köln-Deutz und die der deutschen Schiffswerften in Berlin.
Je nach der regionalen Wirtschaftsstruktur dominierten in den Gruppen verschiedene Teilbereiche. In der nordwestlichen, der östlichen und südwestlichen Gruppe dominierten die Hüttenwerke und vergleichbare Betriebe. In der norddeutschen, süddeutschen und mitteldeutschen Gruppe hatten die Maschinenbauunternehmen das stärkste Gewicht. Die Maschinenindustrie bildete indes ab 1891 einen eigenen Verband.
Seit einer Statutenänderung im Jahr 1905 hatten die Teilgruppen eine starke Eigenständigkeit erlangt. Jede Gruppe war danach für die Vertretung ihrer jeweiligen Sonderinteressen selbst verantwortlich. Für übergreifende Interessen war der Gesamtverband zuständig, der eine jährliche Hauptversammlung abhielt, zu der die Gruppen ihre Vertreter entsandten.

## Interessenpolitik

### Kaiserreich
Der Verein suchte Einfluss zu nehmen auf die Wirtschafts-, Verkehrs-, Steuer- und Zollpolitik im weitesten Sinne sowie auf die Regelung der Arbeitsverhältnisse und der Sozialpolitik. Daneben versuchte er zur Verständigung zwischen den einzelnen Unternehmern der Branche beizutragen. In den ersten Jahren seines Bestehens agitierte er insbesondere gegen den Freihandel und für den Schutzzoll.
Der Kampf um den Schutzzoll ist ein Beispiel für die Arbeitsweise des Vereins. Bereits 1875 wurde eine große Denkschrift zur Lage der deutschen Eisen- und Stahlindustrie vorgelegt. Dem folgten zahlreiche Petitionen an die Regierungen und Parlamente. Dem Verein gelang es Verbündete in anderen Branchen zu finden und seinen Einfluss damit zu vergrößern.
Der Verein war korporatives Mitglied im Deutschen Kolonialverein.
Eine wichtige Rolle spielte die Organisation für die Gründung des Centralverbands Deutscher Industrieller. Wie dieser kämpfte der Verein vor allem für den Übergang vom Freihandel zur Schutzzollpolitik. Eine gemeinsame Linie zwischen CDI und VDEStI kam lange Zeit auch dadurch zustande, dass es bis 1893 eine Personalunion in der Geschäftsführung beider Verbände gegeben hatte. Der VDEStI behielt aber einen sehr starken Einfluss und stellte 67 von 220 Delegierten bei den Versammlungen des CDI. Eine organisatorische Trennung erfolgte 1910.
Am 8. Dezember 1917 hielt Paul Krusch auf der dritten Kriegstagung des Vereins in Berlin einen Vortrag, in dem er fragte: „Welche Erzvorkommen des Inlandes müssen nach Friedensschluß geschont werden, um für künftige Kriege als Reserve zu dienen?“ Reinhard Kühnl sieht darin einen Beleg, das in führenden Kreisen nach dem verlorenen Krieg bereits Überlegungen einsetzten neue Krieg zu führen.

### Drittes Reich
1933 erhöhte die eisenschaffende Industrie die Preise. Am 9. September 1933 führte der Völkische Beobachter einen „Frontalangriff“. In einem Artikel der „Wellen“ schlug, warf er der Industrie unbegründete Preiserhöhungen vor, z. B. bei Stahlformguß um 100 %, bei Stab- und Formeisen um 46 %, und bei geschmiedeten Stahl um 50 %. Der nationalsozialistische Staatsrat Wilhelm Meinberg drohte auf einer Kundgebung:

„Wenn ich nun weiter an bestimmte Preiserhöhungen denke, die ganz bestimmte Wirtschaftskreise in letzter Zeit vorgenommen haben, so fiebert es einem förmlich danach, diese Verbrecherbande ins Konzentrationslager zu bringen“

Der VDESI konnte über sein Einfluss auf das Propagandaministerium die Verbreitung der Rede Meinbergs stoppen. Als Preiskommissar Carl Friedrich Goerdeler eine Pressemeldung lancieren wollte, das er die Preise der Schlüsselindustrien senken wolle, konnte der VDESI diese über Joseph Goebbels und Walther Funk unterdrücken. Es gelang der Industrie mit Hilfe dieser Unterdrückung einen öffentlichen Diskussion, sowie durch Verschleierung ihrer Kalkulationsgrundlagen gegenüber dem Preiskommissar und der Androhung eines Produktionsstreiks, ihre Preise zu erhalten. Änderungen traten erst mit Preisstoppverordnung vom 26. November 1936 ein.

## Arbeitgeberorganisation
Erst verspätet gegenüber anderen Branchen und Regionen kam es im Jahr 1904 zur Bildung einer Arbeitgeberorganisation. Der Arbeitgeberverband für die nordwestliche Gruppe des VDEStI (kurz Arbeit Nordwest) verfolgte eine kompromisslose auf die Verteidigung der eigenen Interessen ausgerichtete Politik und vertrat wie kaum ein anderer rücksichtslos den „Herr im Haus Standpunkt.“ Der Verband fuhr daher einen strikt antigewerkschaftlichen Kurs. Dies war einer der Gründe, weshalb die Gewerkschaftsbewegung in der Eisen- und Stahlindustrie Rheinlands und Westfalens bis in den Ersten Weltkrieg hinein so gut wie nicht Fuß fassen konnte.
Im Jahr 1935 wurde der Verein in die „Wirtschaftsgruppe Eisenschaffende Industrie“ überführt. Nach dem Zweiten Weltkrieg knüpfte die Wirtschaftsvereinigung Eisen- und Stahlindustrie, die heutige Wirtschaftsvereinigung Stahl, an diese Tradition an.

## Vorsitzende
- 1874–1893: Karl Richter
- 1893–1906: Gerhard Lucas Meyer
- 1906–1909: August Servaes
- 1909–1929: Wilhelm Meyer

## Veröffentlichungen (Auswahl)
- Warum Wirtschaftsnot? Steigende Lasten, sinkender Ertrag. Schaubilder zur deutschen Wirtschaftslage für die gemeinsame Mitgliederversammlung des Langnamvereins und der Nordwestgruppe des Vereins Deutscher Eisen- und Stahl-Industrieller, Statistische Abteilung, in Düsseldorf am 3. Juni 1931. Bagel, Düsseldorf 1931 (auch: „Nordwestliche Gruppe“ genannt)
- Schaubilder zur deutschen Wirtschaftslage. Für die gemeinsame Mitgliederversammlung des Langnamvereins und der Nordwestgruppe in Düsseldorf am 4. Nov. 1930. Verlag: Stahlhof, Düsseldorf 1930 & Verein z. Wahrg d. gemeins. wirtschaftl. Interessen in Rheinland u. Westfalen